# Воллес Фортуна дос Сантос
Воллес Фортуна дос Сантос (порт. Wallace Fortuna Dos Santos, нар. 14 жовтня 1994, Ріо-де-Жанейро) — бразильський футболіст, захисник турецького «Єні Малатьяспор».
Виступав, зокрема, за клуби «Крузейру» та «Монако», а також молодіжну збірну Бразилії.

## Клубна кар'єра
Народився 14 жовтня 1994 року в місті Ріо-де-Жанейро. Вихованець юнацьких команд футбольних клубів «Тігрес» та «Крузейру».
У дорослому футболі дебютував 2013 року виступами за команду клубу «Крузейру», в якій провів один сезон, взявши участь лише у 8 матчах в усіх турнірах. 
2014 років перейшов до «Браги», проте відразу ж був відданий в оренду до «Монако». Відіграв за команду з Монако наступні два сезони своєї ігрової кар'єри.
До складу римського «Лаціо» приєднався 2016 року. Захищав кольори римської команди протягом трьох років, після чого сезон 2019/20 провів в оренді в «Бразі».
30 вересня 2020 року уклав контракт з турецьким «Єні Малатьяспор».

## Виступи за збірні
Протягом 2013–2014 років залучався до складу молодіжної збірної Бразилії. На молодіжному рівні зіграв у 18 офіційних матчах, забив 1 гол.

## Статистика виступів

### Статистика клубних виступів
Станом на 30 червня 2020
| Сезон                | Команда              | Чемпіонат            | Чемпіонат | Чемпіонат | Національний кубок | Національний кубок | Національний кубок | Континентальні кубки | Континентальні кубки | Континентальні кубки | Інші змагання | Інші змагання | Інші змагання | Усього | Усього |
| Сезон                | Команда              | Ліга                 | Ігор      | Голів     | Ліга               | Ігор               | Голів              | Ліга                 | Ігор                 | Голів                | Ліга          | Ігор          | Голів         | Ігор   | Голів  |
| -------------------- | -------------------- | -------------------- | --------- | --------- | ------------------ | ------------------ | ------------------ | -------------------- | -------------------- | -------------------- | ------------- | ------------- | ------------- | ------ | ------ |
| 2013                 | «Крузейру»           | ЛМ+A                 | 0         | 0         | КБ                 | 1                  | 0                  | -                    | -                    | -                    | -             | -             | -             | 1      | 0      |
| 2014                 | «Крузейру»           | ЛМ+A                 | 4+3       | 0         | КБ                 | 0                  | 0                  | КЛ                   | 0                    | 0                    | -             | -             | -             | 7      | 0      |
| Усього за «Крузейру» | Усього за «Крузейру» | Усього за «Крузейру» | 4+3       | 0         |                    | 1                  | 0                  |                      | -                    | -                    |               | -             | -             | 8      | 0      |
| 2014–15              | «Монако»             | L1                   | 14        | 0         | КФ+КФЛ             | 2+2                | 1+0                | ЛЧ                   | 4                    | 0                    | -             | -             | -             | 22     | 1      |
| 2015–16              | «Монако»             | L1                   | 26        | 1         | КФ+КФЛ             | 2+1                | 0                  | ЛЧ+ЛЄ                | 1+4                  | 0                    | -             | -             | -             | 34     | 1      |
| Усього за «Монако»   | Усього за «Монако»   | Усього за «Монако»   | 40        | 1         |                    | 7                  | 1                  |                      | 9                    | 0                    |               | -             | -             | 56     | 2      |
| 2016–17              | «Лаціо»              | A                    | 25        | 1         | КІ                 | 5                  | 0                  | -                    | -                    | -                    | -             | -             | -             | 30     | 1      |
| 2017–18              | «Лаціо»              | A                    | 13        | 0         | КІ                 | 1                  | 0                  | ЛЄ                   | 2                    | 0                    | СІ            | 1             | 0             | 17     | 0      |
| 2018–19              | «Лаціо»              | A                    | 16        | 0         | КІ                 | 1                  | 0                  | ЛЄ                   | 3                    | 1                    | -             | -             | -             | 20     | 1      |
| Усього за «Лаціо»    | Усього за «Лаціо»    | Усього за «Лаціо»    | 54        | 1         |                    | 7                  | 0                  |                      | 5                    | 1                    |               | 1             | 0             | 67     | 2      |
| 2019–20              | «Брага»              | ПЛ                   | 8         | 0         | КП+КЛ              | 3+2                | 0+0                | ЛЄ                   | 3                    | 0                    | -             | -             | -             | 16     | 0      |
| Усього за кар'єру    | Усього за кар'єру    | Усього за кар'єру    | 109       | 2         |                    | 20                 | 1                  |                      | 17                   | 1                    |               | 1             | 0             | 147    | 4      |

## Титули і досягнення
- Чемпіон Бразилії (1):

«Крузейру»:  2013
- Володар Суперкубка Італії з футболу (1):

«Лаціо»:  2017
- Переможець Ліги Мінейро (1):

«Крузейру»:  2014
- Володар Кубка Італії (1):

«Лаціо»: 2018-19
- Володар Кубка португальської ліги (1):

«Брага»: 2019-20
- Чемпіон Китаю (1):

«Ухань Трі Таунс»:  2022
- Володар Суперкубка Китаю (1):

«Ухань Трі Таунс»:  2023